# 花札

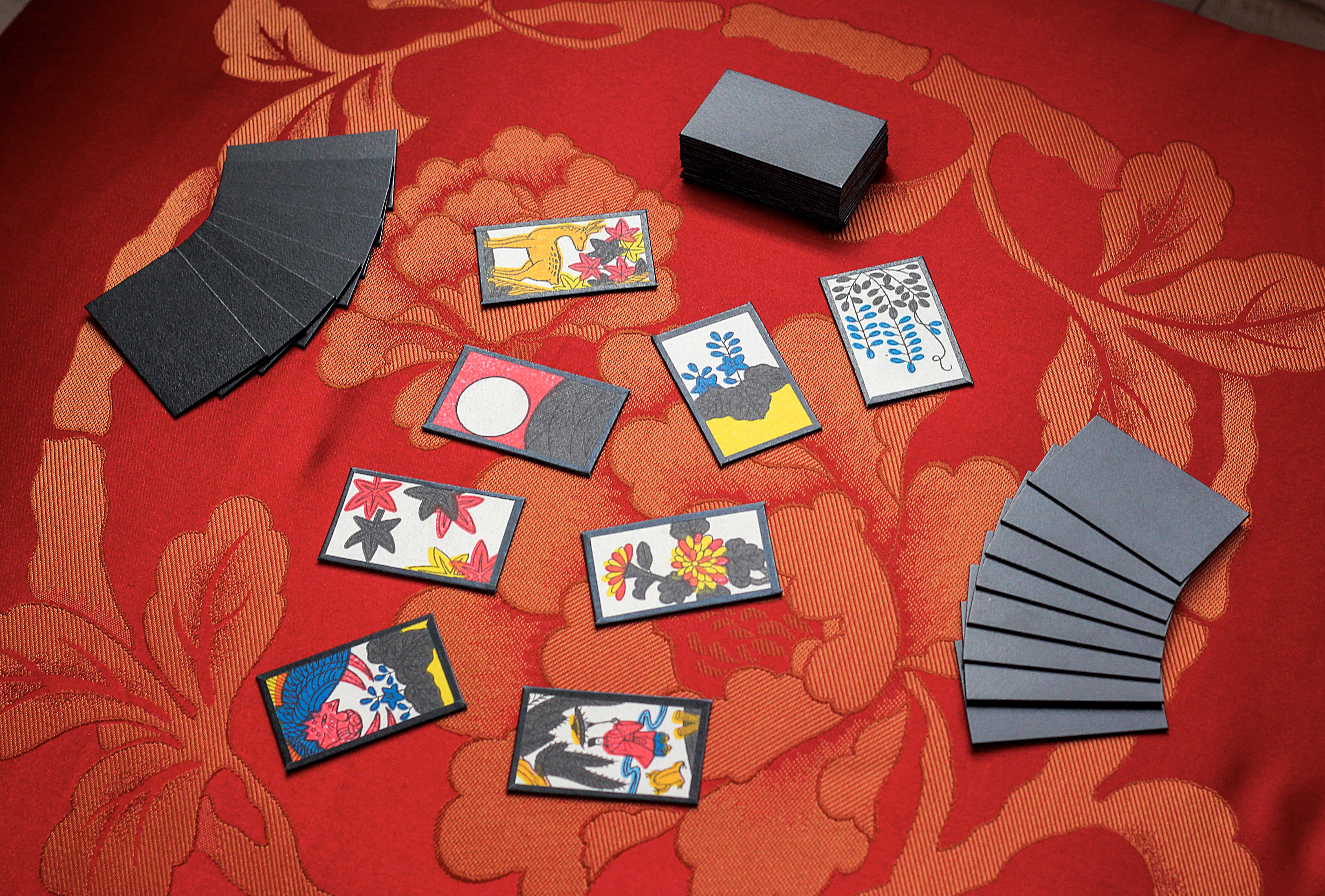
花札

花札（）は、日本のかるたの一種。別名：花合せ、花合札（はなあわせふだ）、花かるた、花がるた、花めくり。一般に花札といえば八々花（はちはちはな）のことを指し、一組48枚に12ヶ月折々の花や草木が4枚ずつ描かれ、優美な花鳥風月の詩趣が表現されている。

## 解説
古くは「武蔵野（むさしの）」「花骨牌（はなかるた）」「花牌（はなふだ）」「花符（はなあわせ）」「花軍（はないくさ）」「花競（はなくらべ）」「花合戦（はながっせん）」「闘花（とうか）」「弄花（ろうか）」とも表記され、賭博に使用することから、「菅原（すがわら）」「差宴（さしえん）」「参圓（さんえん）」「柴（しば）」「駄目（だめ）」「相撲取板」「屋根板」「掻餅（かきもち）焼き」「夜会（やかい）」「札掴み」「椀（わん）」「おつぶせ」「れば」「よろしい」と隠語で呼ばれていた。花札で遊ぶことを「花札を引く」または「花札を打つ」というように表現する。
48枚というカード構成は、ポルトガルのトランプの影響によるものである。2人で遊ぶこいこい、3人で遊ぶ花合わせという遊び方が一般的で、広く海外へも伝播する。100種類以上の遊技法が確認されており、愛好家には多人数で遊べる遠州花や八八の評価が高い。

## 歴史
日本にカードゲームが初めて伝播したのは16世紀後半（室町時代末期）で、南蛮貿易を契機にポルトガル人によって、鉄砲やキリスト教、カステラ、タバコ等と共に齎された。「カルタ（歌留多，加留多，骨牌）」とは、ポルトガル語でカードを意味する外来語で、札を裏貼りする製法やゲームの進行が反時計回りなのも、この頃の名残である。天正年間（1573〜1591年）にカルタは国産化されるようになり、当時の天正かるたが1枚だけ現存し、兵庫県にある滴翠美術館に所蔵されている。
カルタを用いる賭博行為は、江戸時代を通じて一貫して禁止されていたが、それでも一向に減らないため、安永年間（1772〜1781年）に江戸幕府が小売店や製造元を一斉摘発したことで、以降は公然とは売買ができなくなった。一方、百人一首などの歌かるたは教育的なものとして公許されており、花かるたは禁制からの抜け道として、一部の素札に古歌を入れて歌かるたに偽装、メクリカルタの代用品として、遅くとも寛政年間（1789〜1801年）までには、京都の山口屋儀助（井上家春）により「武蔵野」という名称で商品化され、江戸を中心とする武蔵国へ供給された。4スート（種）×12枚であったメクリカルタを、花かるたでは12スート（月）×4枚にして数字を隠してしまったわけで、メクリカルタの遊技法をそのまま踏襲することができた。様々なローカルルールが生み出され、製造元の物流事情により「地方札」が誕生した。
1807年（文化4年）12月に山形の幕府領内で出された御触書に「花かるたを使用して博奕をしてはならない」とある。1819年（文政2年）の大坂の濵松歌國の雑記に「當春、花合停止、武蔵野ともいふ歌留多也」と書かれている。1831年（天保2年）2月に品川宿や新吉原遊廓の名主に対して「花かるたは、メクリ札と紛らわしき品なので購入せぬこと」という通達が出されている。1842年（天保13年）12月に京都で出された御触書には「お正月の婦女子の慰と言いながら、 花合せを賭け事に使用せぬこと」、1844年（弘化元年）に名古屋で出された御触書には「近頃、花合などと呼ばれるカルタを売り出し、賭け事ができると聞いている。今後は百人一首を除き、花合などと呼ばれるカルタは一切売り出さぬこと」とある。犯科帳など江戸時代の文献に花かるたで処罰された記録はほとんど見つけられないが、1852年（嘉永5年）8月2日、福島県郡山では花めくりで召捕らえられたという記録が残されている。1860年（万延元年）11月、福井でも花合せの販売が禁止されている。
1881年（明治14年）12月31日までは、花かるたの売買は勿論のこと、所持することすら法律で禁止されていたが、1882年（明治15年）1月1日に施行された刑法典には明記されなくなった。これはトランプの輸入禁止を撤廃させるべく、イギリス公使が日本政府に圧力をかけた結果だと考えられている。1883年（明治16年）2月24日に大阪の虎屋万壽堂が新聞広告を出して「四季の花合せ」を販売した。1885年（明治18年）11月15日、大阪の書肆・綿屋（わたや）の当主・前田喜兵衛は、12月25日に東京京橋に八八屋花戦堂を開店すると、内務省へ届け出て、花かるたを販売した。浅草で製菓機器商を営む尾張屋の当主・瀬村正兵衛は、1886年（明治19年）2月3日に届け出て、四季の花繪合（北海花）を販売した。以降、花かるたの製造販売が事実上の解禁となる。1887年（明治20年）1月9日、大阪で花かるた・トランプが流行している（『新聞集成明治編年史 第六卷』『近代日本性豪伝』）。同年3月29日の『群馬日報』では、上毛、木崎、安済で花合せが流行していたことを記事にしている。同年6月22日の『東京日日新聞』では、花骨牌販売が許されたことで、博奕が公許されたものと誤聞し、賭博で懲罰を受ける者が増加したため、花骨牌の売買上の取締法について協議されていることが記事となっている（新聞集成明治編年史 第六卷）。しかし、この取締法が施行されることはなかった。1888年（明治21）2月9日、福井で花かるた・トランプが流行していることを『福井新報』が報じている。1890年（明治23年）には、トランプのダブルバック（裏面の色違い）から着想を得て、赤（茶）裏貼りの花かるたが作られるようになった。1891年（明治24年）2月、東京で花かるたが流行している。
1892年（明治25年）4月30日の東京日日新聞に「遂に世間の耳目を奪ふ能はず 司法高官の弄花事件 ポツリポツリと明るみにさらけ出さる」という見出し記事で、大審院長の児島惟謙をはじめとする6人の司法官が、待合の主人や芸妓を相手に花かるたを使用した賭博を行っていたとされる司法官弄花事件（しほうかんろうかじけん）が報じられた。当時の刑法で賭博犯は現行犯逮捕でなければならず、噂話を元に事後的に賭博犯に問うことはできないため、政府は児島の自発的な退職で騒ぎの幕引きを図ったが、児島は花かるたをしていたことは認めても金銭は賭けていなかったと主張して辞職を拒否した。6月17日に大審院判事が判事懲戒法の規定に基づいて懲戒裁判の申立てがなされたが、児島らが金銭を賭けていたという証拠はなく、7月12日の裁判では全員免訴となった。児島は告発者の松岡康毅大審院検事総長と差違えるように辞職することとなった。
1902年（明治35年）2月25日に京都商業会議所が発行した『商報 135号』によると、当時の平均産出高は250万個で、主に裏貼りは女性の内職になっており1500人が従事していた。同年4月5日に骨牌税が制定されると、骨牌一組につき一律20銭（現在の価値で約620円）の収入印紙を製造業者に事前購入させ、商品に添付するよう義務付けた。主税局統計年報告書の骨牌製造組数を比較すると、1923年（大正12年）がピークで、昭和時代に入ると右肩下りで衰退していくのがわかる。1954年（昭和29年）発行の『京都市の産業 : 京都市産業実態調査報告 第3輯』には骨牌業界について報告されている。1957年（昭和32年）6月14日、骨牌税法を全文改正したトランプ類税法が施行された。この年に総理府大臣官房審議室が出版した『娯楽に関する世論調査』では「花札をどの程度やっているか?」という質問に対して、「よくやる」が2%、「たまにやる」が7%。「勝負ごと」五種目の中では将棋22%、トランプ18%、囲碁13%、マージャン10%、花札9%とすでに競技人口が減少していた。
1964年（昭和39年）2月13日、警視庁に組織暴力犯罪取締本部が設置されると、都道府県警察が一体となって、いわゆる第一次頂上作戦を実施。違法な資金獲得活動を狙った取締りを強化したことで全国各地にあった違法賭博場は激減した。個人で購入した花札はボロボロになるまで使用するのが普通だが、ヤクザが経営する賭場では毎回新品のカルタを開封して消費していただけに、カルタ製造元が受けた打撃は計り知れない。
1965年（昭和40年）発行の『京都府産業の展望』によると、年間に生産されたカルタは約300万組で、製造業者はトランプのみが5社、花札のみが5社、両方が2社の計12社、そのうち京都市所在が10社で、全体の95%以上を占めている。『京都市の経済 1965』によると、花札、トランプ、麻雀の製造メーカーは、京都に9社あって従業員千名、年間生産高は42億円。そのうち花札の年間生産高は15億円で、花札製造メーカーの企業数は7社、表紙の印刷と裏貼り工程は外注である。『京都市の経済 1968』には、花札の生産高は年間6億円の352万組で、京都が花札生産の全国に占める割合は100％と独占状態であった。任天堂の1960年（昭和35年）の売上高は3億8700万円で、事業内容はトランプ68％、花札32％だったのが、19年後の1979年（昭和54年）8月期の売上構成を見ると、花札・トランプ類はわずか5%に留まり、その比重はかなり縮小している。
1985年（昭和60年）のトランプ類税による税収は約10億円。このトランプ類税は、1989年（平成元年）4月1日からの消費税導入に伴う間接税の整理により廃止となり、製造免許制度も廃止されたことで、誰でも自由に花かるたを製造販売することが可能となり、様々なキャラクター・デザインの花かるたが販売されることとなった。
1950年（昭和25年）までには表紙の機械印刷が浸透して、合羽摺り（ステンシル）による製法は完全に途絶えていた。1975年（昭和50年）に京都の松井天狗堂が手摺りによる製法を復活させたが、2016年（平成26年）12月5日に三代目当主・松井重夫が死去したことで再び途絶えた。2020年（令和2年）に京都府長岡京市にある鈴木天狗堂が、手摺り花かるたを復活させてネット販売した。2024年（令和6年）、兵庫県芦屋市に住むスウェーデン人デザイナーのマルクス・リケルト（リケルトかるた）が、手摺り花かるたを製造販売している。
現在、花かるたを製造販売している企業としては、大石天狗堂、任天堂、田村将軍堂、エンゼルプレイングカードがある。ダイソーやセリアといった100円ショップでも廉価版が販売されている。
明治時代の警察当局は、花かるたが賭博用具であることから「花札」と蔑称で呼んでおり、これは江戸時代に勘当されると、宗門人別改帳から名前を消すために上に貼られた札のイメージである。製造元は広告や価格表などでは「花かるた」と表記していたが、「花札」という呼称に侮蔑的な意味合いが込められていたという認識は次第に薄れ、昭和時代になると書名でも「花札」という名称が使われ始めた。現代では製造元の大石天狗堂や任天堂のサイトでは「花札」と表記され、もはや一般名詞となっている。それでもヤクザや賭博との結びつきがイメージされることから、修学旅行に生徒がトランプを持参して遊ぶことは許可されても、花札は禁止するといった悪しき因習が少なからず残っている。
明治時代に八々花の図柄が確定して以降、製造元でも新機軸を打ち出すことは少ないが、2003年（平成15年）には任天堂がクラブニンテンドーのポイントのグッズ交換用景品として、自社のビデオゲームに登場するキャラクター「マリオ」をあしらった「マリオ花札（非売品）」を製造した。2015年（平成27年）11月には、景品版とは異なる全ての札がオリジナル柄の「マリオ花札」が商品化されている。

## 海外の需要
韓国では日本の植民地支配の影響から非常に普及され、花闘として今も文化の一つになっている。また、日系人の影響からハワイや東南アジアといった地域にも普及されることになった。

## 種類

### 日本各地の花札
八々花
江戸時代や明治時代の人々は、「武蔵野」の柳に描かれた妖怪・雨降小僧を『仮名手本忠臣蔵・五段目』に登場する盗賊・斧定九郎と認識していたため、1886年（明治19年）、花かるたを合法的な商品として一般販売しようと目論む前田喜兵衛が、イメージアップを図るため、京都や大阪の製造元に掛け合って、斧定九郎から平安貴族で能書家・小野道風へと図柄を差し替えた。メクリカルタの偽装品であることを隠すため「武蔵野」には鬼札が付属されていなかったが、地域によっては柳の札を鬼札や化札として遊んでおり、次第に柳の素札が赤色に着色されるようになった。それで「八々花」では、柳の素札に「惣金福徳」のオウルのピンの銀彩で使われていた「雷太鼓に鬼の手」（モデルは大津絵）を採用して、赤色で塗り潰した。田中商會では「武蔵野」と区別するために「道風花」と呼んでいた。赤短冊に書き入れる文字は製造元によって異なっていたが、任天堂の松と梅は短冊には「あかよろし」、桜の短冊には「みよしの」が主流となり統一されていった。初期の段階では「金入花」と呼ばれる銀彩入りのタイプもあったが、シンプルなデザインが普及一般化した。明治時代に大流行した技法「八十八」を関西では「八々」、関東では「横浜花」「吟味花」「綿羊花（らしゃめんばな）」と呼んでおり、この「八十八」を遊ぶための商品として「八々花」は急速に全国へと波及した。1890年（明治23年）頃から赤（茶）裏貼りのタイプが発売されるようになった。昭和期になると、積極的に機械印刷が導入されると共に短冊札には「ゴミ入り」と呼ばれる背景に斑点模様が描かれるようになり、手札を重ねて持った時に識別しやすくなるよう工夫された。
虫花
大阪を中心に遊ばれる「むし」という技法では、牡丹（6月）・萩（7月）の札を使用しないため、総数の札の厚さは48枚と合致させつつ「むし」専用札として製造された。臼井日月堂では株札と虫花のデザインをミックスした「開化むし札」を販売していたことがある。古来、カルタ遊びのことを隠語で「虫」と呼んでいたことから、40枚の花かるたを「大阪虫」、48枚の花かるたを「京虫」というように区別されていたことがあり、最終的には「虫」が40枚の花かるたを使った技法を意味するようになったと考えられる。「八々花」と差別化するため、鶯が小さく、鹿が前脚を曲げているなど「武蔵野」の図柄が採用されている。現在では絶版となり、流通品を残すのみ。
越後花
「武蔵野」に金銀彩を施した豪華版で新潟県で使用された。歌かるたに偽装するために一部の素札には古歌が記されており、柳の光札は妖怪の雨降り小僧である。あまめはぎが描かれた鬼札が付属する。菊の素札に記された「本四枚」とは、芯紙3枚と表紙1枚を貼り合わせて作られていることを意味する。桜を赤一色で着色したため、桜に見えないという問題が生じたため、短冊に桜の名所である「みよしの（御吉野）」と文字を書き入れることで対処した。新潟県で製造されていたわけではなく、京都から供給されていた。「金画花」とも呼ばれ、「北海花」や「備前花」の祖型にあたる。1890年（明治23年）頃から赤（茶）裏貼りのタイプが発売されるようになった。 主に「大役」「小役」という技法で遊ばれたが、「小役」の遊び方は記録が残されていないこともあり不明となってしまった。現在では大石天狗堂から復刻版が販売されている。
越後小花
新潟県の上越地方および佐渡地方で使用された。一般的なサイズより小さく、柳の光札には蓑笠を被った妖怪・雨降小僧が描かれており、狸の尻尾が見えている。芒の素札の1枚には小さな月が描かれ、桐にも短冊の札があり、あまめはぎが描かれた鬼札が3枚あるのが特徴。新潟県で製造されていたわけではなく、京都から供給されていた。 オランダロッテルダムの博物館に収蔵されている江戸時代に製造された現存最古の「越後小花」は、越後花同様の古歌が記されており、鬼札は1枚のみ。どのような遊び方だったのかは不明。昭和後期（1970年頃）までは大石天狗堂や任天堂で製造しており、得意先は新潟県高田や糸魚川、魚津の色町の芸者衆であったと伝承されている。現在では大石天狗堂から復刻版が販売されている。
北海花
「金画花」「歌入花」とも呼ばれ、北海道で使用された。明治時代に屯田兵として全国から北海道へ人々が集まったため、出身地によって札の月順が異なる不都合が生じていた。その問題を解消するため、「越後花」の図柄をベースに月数を丸印で入れることで対処した。札に月数を入れるスペースの関係で鶴の首が短くなり、鹿の脚が真っ直ぐになるなどの特徴が見られる。また、短冊札にも月数が書き込まれている。北海道で製造されていたわけではなく、京都から供給されていたが、「八々花」の普及により、昭和初期の時点で絶版となっている。1920年（大正9年）発行の赤田猩々屋の『御注文便覧』、1928年（昭和3年）発行の任天堂の『かるた原価表』に掲載されている。大石天狗堂が製造した札が現存する。
備前花
岡山県を中心に中国地方で使用された。「金画花」とも呼ばれ、「北海花」から古歌を排除したもの。岡山県で製造されていたわけではなく、京都から供給されていたが、現在では絶版。1926年（昭和2年）発行の田中商會の『かるた大卸値段表』、1928年（昭和3年）発行の赤田猩々屋の『かるた卸売原価表』、1930年（昭和5年）発行の任天堂の『かるた原価表』に掲載されている。現在では絶版。岡山県浅口郡玉島（現・倉敷市）の榮玉堂が京都の田中商會に製造させた札が現存する。
越前花
つちや書店の『花札を初めてやる人の本』『マンガで覚える 図解 花札の基本』『イラストでまるわかり!花札であそぼう!!』では、まるで「越前花」が存在したかのように書かれており、その根拠は、1920年（大正9年）発行の赤田猩々屋の『御注文便覧』に「越前花」と記載されているからであろうが、これは「備前花」の誤植であって実在しない。
松引花
「武蔵野」の図柄をベースに古歌を排して、松と芒、梅と桜を区別できるように、赤や青の横線が複数引かれている。柳の素札が赤色で塗りつぶされているが雷太鼓ではない。金銀彩の入った「備前花」をより簡素にしたタイプ。1926年（昭和2年）発行の田中商會の『かるた大卸値段表』に掲載されている。昭和初期の時点で絶版となっている。田中玉水堂が製造した札が現存する。
阿波花／金時花
徳島北東部が発祥地であることから「阿波花」と呼ばれ、金太郎の札があることから「金時花」とも呼ばれる。1886年（明治19年）以降に、阿波市の坂東笑和堂が製造して、四国、中国地方を中心に流通していたが、坂東笑和堂の廃業に伴い京都の製造元が製造するようになった。基本的な図柄は「北海花」を模倣しつつ、短冊札と素札に月数を入れ、札が識別しやすいように、松と芒の素札だけに古歌が残された。鶴は左向き、桜の幔幕には菊の紋章が描かれ、柳の光札は「八々花」を真似て小野道風を採用している。山城與三郎商店が明治初期に製造していたメクリカルタの「赤八」には、金太郎の図柄の鬼札が付属しており、坂東笑和堂がそれを真似て採用したと考えられる。現在では大石天狗堂から復刻版が販売されている。
山形花/奥州花
山形県を中心に東北地方で使用され、江戸時代から山形で製造されていた。「越後小花」と同様、桐の素（カス）の1枚に短冊が描かれ、芒の素札の一枚には小さな月が描かれており、5点の短冊札とする「秋田花（あきたばな）」という技法で遊ばれた。また2枚ある素札のうち1枚には黒点が打たれ、メクリカルタのオウルのスートであることを暗示している。ぽっちゃりとした彩色が特徴。山形市の製造元の廃業に伴い、京都で製造するようになったが、現在では絶版。
花巻花/南部花
岩手県を中心とする東北地方で使用され、寛政年間（1789〜1801年）までには花巻で製造されていた。「奥州花」と同系統で、骨擦りは「武蔵野」を忠実に再現しているが、芒の満月そのものを赤く着色するなどの特徴を持つ。鶴田屋が製造した豪華な金彩を施した「金入花巻花」も販売され、芒の素札の一枚には小さな月が描かれていることから、この札は短冊として扱われた。花巻市の製造者の廃業に伴い、京都の任天堂で製造するようになったが、現在では絶版。
敷島花札/三種かるた
1922年（大正11年）に日本骨牌製造が売り出した八々花と株札とメクリカルタの札のデザインをミックスさせたオリジナル。現在では製造元の廃業に伴い絶版。
金入花/惣金花
昭和初期に日本骨牌製造が製造した八々花に金銀彩を施した豪華版花かるた。柳は小野道風である。現在では製造元の廃業に伴い絶版。
小花/豆花/豆型八々花/懐中花/道中花
携帯しやすいように小型化した花札。現在では絶版。
薄手花/薄口花/東京花
手の小さい女性でも扱いやすいように薄く作られた花かるた。東京の花柳界で使用されていたが、現在では絶版。
小判形花がるた
小判のような形で最初から角丸で作られた花かるた。明治時代に榮玉堂や任天堂が小判形の八々花を製造して、東京の興文社や巌々堂が販売した。土田天狗屋では小判形の鱗花を製造している。大石天狗堂や西村商店では小判形の越後花を製造していた。大正時代には田中商會も製造している。現在ではいずれも絶版。
ゴム花/文化花/萬年花
ゴム花/ゴムビキ/ゴム札とは、洋紙に機械印刷して、切りっぱなしで、滑りを良くするためにゴムを塗ったもので、ユニバーサルトランプや西村合名商社から販売された。萬年花とは、ユニバーサルトランプが製造したプラスチック製の花かるた。その後、マルエー、東洋トランプ（エーストランプ）、京都かるたでもオールプラスチック製のフラワーカードを販売していたが、現在では製造元の廃業に伴い絶版。エンゼルでもプラスチック製花札を製造していたが絶版。
十三月花/十四月花/七々花
4人でも遊びやすいように札の枚数を増やした花かるた。十三月は笹、十四月には蓮が描かれている。十三月花は福井の山口泰彦からの特注により十数組、十四月花は奈良の手塚かるた工房からの特注により百組、松井天狗堂で製造されたが、現在では製造元の廃業に伴い絶版。十四月花初版の蓮の龍が龍に見えづらいということで、二版では図柄が改正された。

### 外国に伝播した花札
大連花/鱗花
元々は明治時代に大阪の製造元が作っていた「鱗花」と呼ばれていたもので、赤短は「青海波」、くさは「射線」、青短は「三崩し」の背景模様が特徴。国内に大量に売れ残っていた関係で、日本から満洲国の大連や奉天へ輸出されるようになり、在住邦人が使用した。当初、満洲国では骨牌税が免税だったこともあり、日本へのお土産品としても重宝がられた。初期のタイプは柳の短冊にも背景模様が描かれていたが、租界地用に製造されるようになると、柳の短冊札からは背景模様が消えた。これは柳の短冊札は素札扱いとなる技法の影響である。租界地から内地へ持ち帰った場合には、税関による許可印（横浜、神戸、門司など、通過させた税関、左から昭和年、月、日の順）が押された。大石天狗堂や任天堂では、手摺りから機械印刷へ切り替わった時期ということもあり、２つのタイプが存在する。大石天狗堂の機械印刷の草短の斜線が左上から右下へと変更されている。 満洲国で製造されていたわけではなく、京都や大阪の製造元から供給されていたが、現在では絶版。任天堂で「満洲之華」といいうブランドで発売していたことはあるが、製造元や供給地においても「大連花」とは呼んでおらず、山口吉郎兵衛が著書『うんすんかるた』で記した呼称が初出であり、大連に限定して供給されていたわけではないので呼称としては不適当である。
花闘（ファトゥ：화투）
日本から朝鮮半島へ李氏朝鮮末期に伝えられた花札。現在はほとんど全てがプラスチック製で、商標が桐ではなく、薄の光札（20点札）の満月内に書かれている（メーカーによる）、藤の札が逆向きになっている（これもメーカーによる）といった細かい違いがある。赤短には「紅短（ホンダン、홍단 / 紅短 / hongdan）」・青短には「青短（チョンダン、청단 / 靑短 / cheongdan）」という字がそれぞれハングルで書かれている。光札には漢字で「光」と書かれた赤い丸印が入っている。また桐を11月、柳（雨）を12月とみなす。ほかにパックの中に柳の素札の予備や、ジョーカーに似た特殊な素札がはいっていることがあるが、実際のゲームには使わないことも多い。特殊な素札は、手札やめくり札の中に出てきたら、それを自分の取った札に追加して（素札2枚または3枚に相当する）、山からもう一枚引くことができる。日本では伝統的なカードゲームといった地位に落ち着いた印象だが、韓国では現在でも「3人集まれば必ず花札をする」と言われるほど人気があり、「国民ゲーム」と称されるほどであるが、戦後、韓国で花札賭博が横行し社会問題になった。こいこいを元にした「ゴーストップ」がもっとも盛んであるが、ほかに六百間や、おいちょかぶ系統の「ソッタ」なども行われる。韓国の他、延辺朝鮮族自治州などの朝鮮系住民の間でも行われているが、北朝鮮では禁止されているという。
ハワイの花札（サクラ）
1885年（明治18年）に明治政府が正式に認めたハワイへの官約移民が開始。1893年（明治26年）にハワイ王国の終焉までに、約2万9千人余りの日本人が移住した。その後も日本人移民の増加に伴い、ホノルル市フォード街クリストレーンに文明堂が開店して、大阪の松井天狗堂が製造した花札を販売するようになった。1912年（大正2年）、鐡冷鑛泉（広島から瓶詰で販売）を販売する門田幾次郎がデビスレーンに長守菊水堂、キング街アアラ公園前に篠原菊水堂が開店、そこでは鐡冷鑛泉を販売すると共に八々花も販売していた。移民の中には熊本県出身者が多かった関係で「肥後花／熊本花／ガジ」の技法で遊ばれた。そのため、短冊が10点、種札が5点、柳に小野道風を5点と数え、素札は0点である。ハワイの花合わせは「さくら」と呼ばれ、不如帰・八橋・猪（クサと同じ月の5点札）のように見慣れない出来役がある。ハワイの動植物が描かれた図柄の「Hanapua（ハナプア）」も販売された。
パラオの花札（ハナクダ）
パラオ共和国では、1919年（大正8年）から日本が委任統治した影響で、現在でも花札が「六百間」の技法で遊ばれることが多く、「Hanakuda（ハナクダ）」とも呼ばれている。「梅に鶯」は光札、「黄桐」は種札として扱う。「ニソロ（雨シマ）」「アラシ（梅に鶯を含む六光）」などの出来役がある。2 - 4人でプレイでき、4人の時は2対2のチーム戦で遊ばれている。

### 花札トランプ
花札、株札（10月までを使用）、トランプのいずれにも使えるもの。任天堂はじめ複数の業者が製造している。ユニバーサルトランプが製造した「雪入花トランプ」では、13月＝閏（雪）は八重垣姫（光）、竹に雀（タネ）、黄短冊（タン）、黄雪の4枚、0月＝ジョーカー（蓮）は素札2枚。何も書かれていない予備の白札が付属する。花札従来の264点に36点が追加されるため、総計300点となり、一人当たりの基準点は100点となる。製造元によっては、キングとジョーカー用のタネ札の絵柄（虎や龍ほか）や花種、短冊の文字（「さゝめゆき」など）が異なる。花札、株札、麻雀、トランプに対応した「ALMIGHTY（オールマイティ）」という商品もあった。

### 花札牌
花かるたを牌型にしたもので、麻雀牌のようにシャッフルしやすい特徴がある。かつて大石天狗堂では「都花牌」として商品化していた。高知県の四光堂からは「マージャン式花札牌」、練馬区のフランセからは「花駒」、宇都宮の白東からは「花駒」、京都のハクエイからはプラスティック製品を発売していた。浅草橋のサクラからは「花じゃんゲームセット」が玩具として発売された。近年では、模原市のよち工房から販売されている。

## 構成
花札の絵柄は以下の通り。札の名称や漢字はもっとも一般的なもの。「短冊・赤短・青短」は「丹札・赤丹・青丹」とも書く。
なお、札の絵は昔は手描きだったものもあるので、細かな違いは多数あるが、一般的な八々札と構図が大きく違うものは特筆した。
| 月   | 植物               | 画像 | 光札（20点札）                   | 画像 | 種札（10点札）                     | 画像 | 短冊札（5点札） | 画像 | 素札（カス）（1点札） |
| ---- | ------------------ | ---- | -------------------------------- | ---- | ---------------------------------- | ---- | --------------- | ---- | --------------------- |
| 1月  | 松（まつ）         |      | 松に鶴（つる）                   | －   | －                                 |      | 松に赤短        |      | 松のカス（2枚）       |
| 2月  | 梅（うめ）         | －   | －                               |      | 梅に鴬（うぐいす）                 |      | 梅に赤短        |      | 梅のカス（2枚）       |
| 3月  | 桜（さくら）       |      | 満開の桜に幔幕（まんまく）       | －   | －                                 |      | 桜に赤短        |      | 桜のカス（2枚）       |
| 4月  | 藤（ふじ）         | －   | －                               |      | 藤に時鳥（じちょう）               |      | 藤に短冊        |      | 藤のカス（2枚）       |
| 5月  | 杜若（かきつばた） | －   | －                               |      | 杜若に八橋（やつはし）             |      | 杜若に短冊      |      | 杜若のカス（2枚）     |
| 6月  | 牡丹（ぼたん）     | －   | －                               |      | 花王（かおう）に蝶（ちょう）       |      | 牡丹に青短      |      | 牡丹のカス（2枚）     |
| 7月  | 萩（はぎ）         | －   | －                               |      | 山萩（やまはぎ）に山猪（やまじし） |      | 萩に短冊        |      | 萩のカス（2枚）       |
| 8月  | 芒（すすき）       |      | 芒に望月（もちづき）             |      | 芒に雁（かり）                     | －   | －              |      | 芒のカス（2枚）       |
| 9月  | 菊（きく）         | －   | －                               |      | 菊に盃（さかずき）                 |      | 菊に青短        |      | 菊のカス（2枚）       |
| 10月 | 紅葉（もみじ）     | －   | －                               |      | 楓（かえで）に鹿（しか）           |      | 紅葉に青短      |      | 紅葉のカス（2枚）     |
| 11月 | 柳（やなぎ）       |      | 柳に小野道風                     |      | 柳に燕（つばめ）                   |      | 柳に短冊        |      | 柳のカス（鬼札）。    |
| 12月 | 桐（きり）         |      | 梧桐（ごとう）に鳳凰（ほうおう） | －   | －                                 | －   | －              |      | 桐のカス（3枚）       |

### 植物と月数の対応
めくり系のゲームでは、植物と月数の対応に関する知識は必要ないが、おいちょかぶを花札を使って遊ぶ場合には、月数を覚えていないとプレイできない。植物と月数との対応は旧暦によるものだが、柳や蛙や燕は春の季語とされており、桐に花が咲くのは6月なので必ずしも季節とマッチしていない。しかし、中京地方では、柳が2月、桐が6月、牡丹が11月、梅が12月とされており、これは季節感が合うばかりでなく、メクリカルタの札点に対応している。なぜ柳が光札、種札、短冊札、素札で、桐が光札の他は素札3枚で構成されているのかも理解できる。
臼井日月堂・当主の臼井茂助が考案した「開化むし札」は、虫花と株札が融合しており、桐が6月、柳が7月になっている。ただ一部の地域では、この6月と7月が逆に認識されていたりする。

### 絵柄に関する注釈
1. ↑  江戸時代中期の花かるたの短冊は、紐で枝や茎などにぶら下げられた構図で、青短冊は青（紺）だが赤短冊は白っぽい（太陽・幕の一部・盃や植物の赤色はそのまま残っている）もので文字は書かれていなかった。明治初期に桜の短冊に「みよしの」と書かれたものが現れ、松や梅が「宇良す（うらす）」、立三本の役が成り立つ月（藤・杜若・萩）の短冊に「たてさん」、すべての短冊に「〇月（1月は正月）」表記など、様々なパターンが存在した。また明治時代中期ごろから紐が省略され、短冊が宙に浮いた様な現在の構図になった。
2. ↑  現在の札は「松の隙間から鶴が見える」だが、現存最古の江戸時代中期の札では「松の手前に鶴がいる」という構図だった。
3. 1 2  「あかよろし」と書かれている。（「の」のように見える2文字目は「可」の草書体、いわゆる変体仮名の「か」（）である。）「赤はよろしい」という意味で、「あきらかによい」と解説されることがあるが、これは花かるたを知らない人の誤った解釈であり、昔は青短は「あをよろし」と呼ばれていて、これは「青はよろしい」という意味であることから明白である。
4. ↑  江戸時代中期では鶯の札のみ紅梅で後は白っぽい花だった。
5. ↑  現在の花札ではこの鳥の背中側の体色が鮮やかな緑でメジロに似ている（ただし目は赤い）ものが多いが、江戸時代中期の花札ではかなり鈍い色（杜若や桐の葉よりも黒っぽい）で実際のウグイスに近い色だった。明治24年以前には現在のカラーリングのものが出現している。
6. ↑  「みよしの」と書かれている。古くから桜の名所とされた、奈良県吉野地方の美称である。
7. ↑  黒豆（くろまめ）や黒飯（くろまんま）とも言う。ただし江戸時代中期の頃はかなり淡い花の色で後期頃から色が濃くなってくる。
8. ↑  江戸時代中期の花札では背景が無く藤の花とホトトギスのみだった。その後、明治前期に赤い雲が現れるようになり、八々花の成立に伴い「赤い三日月」が出現するようになった。
9. ↑  八橋とは愛知県知立市にある地名である。構図は杜若の名所で知られる無量寿寺の庭園に因み、在原業平の和歌でも有名である。この札を菖蒲と書いた書籍が多く、5月5日の端午の節句は「菖蒲の節句（しょうぶのせっく）」とも呼ばれることから、すっかり杜若と菖蒲が混同されているが、正しくは杜若である。燕子花（かきつばた）と書く場合もある。「いずれ菖蒲か杜若」とは、優劣がつけられず選ぶのに迷うことを意味する慣用句で、多くの人たちが誤解するのも無理なかった。祝樽に見えることから「たる」と呼ぶ地域や葉の形状が葱に似ていることから「ねぎ」と呼ぶ地域など、呼び方も様々である。
10. ↑  江戸時代中期の頃は得点札は白牡丹、カス札は紅牡丹のものと紅白2本という構図だった。
11. ↑  赤豆（あかまめ）／赤飯（あかまんま）とも言う。ただし江戸時代中期の頃はかなり淡い花の色で後期頃から色が濃くなってくる。
12. ↑  「薄」とも書く。坊主（ぼうず）、山（やま）とも言う。現在のものは芒の丘ようになっているが、初期図柄は、芒の原が描かれており、これが武蔵野を象徴するイメージと重なった。樹木のないハゲ山を坊主山と言ったことから「坊主」と呼ばれるようになった。ハゲ頭という意味の「てっかり」と呼ぶ地域もある。
13. ↑  現在のものは「真っ赤な夜空」というものが主流だが江戸時代中期の頃はほぼ紙の地色で月に色を塗ってあるだけだった。

「無地or薄青（初期）→黄色or薄紅（幕末）→真っ赤（明治）」と変化した。木版合羽刷り時代は、白は印刷しない部分の色なので木版合羽刷りでは周囲を塗ってそこだけ残すのが難しかったため、下か左端の裾が隠れた月だった。
14. ↑  江戸時代と現在は3羽の雁が「く」の字に飛んでいるが、明治20年代頃の一時期漢数字の「三」のように並列に並び空を覆いつくすように飛ぶ姿に描かれ、このため雁は大きな鳥とみなされ、鶴と鳳凰の札の3枚で「大鳥」という役があった。
15. ↑  江戸時代中期の頃はカス札の1枚（赤菊）以外白菊だった、江戸時代後期頃から黄赤の花のものが現れてくる。
16. ↑  無視したりすることを意味する隠語の「しかと」は、10月の札の鹿がそっぽを向いているので、「鹿十｣（しかとお）が語源である。
17. ↑  雨（あめ）とも言う。
18. ↑  「柳に番傘をさして走る奴」は元々は妖怪であったが、江戸時代の人たちは『仮名手本忠臣蔵・五段目』に登場する「斧定九郎」と認識していた。
19. ↑  現在は「黄色に赤」と派手な色の燕になっているが、江戸時代中期の頃は普通の燕の色（黒で喉が赤い）だった。
20. ↑  この札のみ他の雨札とデザインが大きく異なるが、江戸時代から明治初期にかけては他のカス札同様に「柳の木だけ描かれている」という札であった。鬼札として機能させるため、べったりと赤で塗り潰されるようになり、八々花では大津絵の「雷光の太鼓釣り」の図像が採用された。
21. ↑  桐のカス札のうち1枚にはよく製造元が印刷されている（例：任天堂など）。桐のカス札の1枚は色違いとなっており、技法によっては特別な点数を持つ。

## 札点
花合わせおよび八八では、札の点数は以下の通りである。
| 種類 | 葡語  | 点数 | 枚数 | 備考                                                                                    |
| ---- | ----- | ---- | ---- | --------------------------------------------------------------------------------------- |
| 光   | pica  | 20   | 5    | 松に鶴（日光）、桜に幕（春光）、芒に月（月光）、柳に小野道風（雷光）、桐に鳳凰（星光）  |
| 種   | tênue | 10   | 9    | 動物や鳥が描かれている札と杜若に八橋、菊に盃。語源は種籾で、種とは主要な札という意味。  |
| 短   | tanto | 5    | 10   | 短冊が描かれている札                                                                    |
| 粕   | gás   | 1    | 24   | 植物だけが描かれている札（0点とする場合がある）。語源は粕籾で、最も下等な札という意味。 |

地域や技法によって札点が異なる場合がある。例えば、「六百間」では光札および「梅に鴬」は50点、短冊と桐の黄色の素札は10点、素札は0点として計算する。ただし青短3枚あるいは文字入りの赤短3枚を揃えると加点がある。「遠州花」において光札は30点、ただし小野道風は種扱いで10点、素札は0点として計算する。
ややこしいケースでは「素倒（すだおし）」では手役の時点でカス・5・10・20点判定は八八のものを使用し、競技開始後は「短冊札＝1点」、「動物や鳥の描かれているもの（桜に幕・桐に鳳凰除外）＝5点」、「植物だけ＋桜に幕・桐に鳳凰＝10点」と計算する。
こいこいでは役を作る時にどれがタネでどれがカスであるかの区別が必要なだけで、得点を計算するときは札点は無視される。

## 札の撒き方
以下は、めくり系の技法における札の撒き方である。
- 手十場八（2人用）：山札20枚。「トッパに配る」と言う。
- 手八場八（2人用）：山札24枚。8枚がゲームに使用されずに余る。「むし」「こいこい」における配り方。
- 手八場〇（3人用）：山札24枚。場札がないので、親の優位性を解消できるが、ほとんど採用されていない。
- 手七場六（3人用）：山札21枚。「八八」「馬鹿花」「遠州花」における配り方。
- 手六場九（3人用）：山札18枚。桐の素札3枚を抜いた45枚を使用。
- 手六場〇（4人用）：山札24枚。場札がないので、親の優位性を解消できるが、ほとんど採用されていない。
- 手五場八（4人用）：山札20枚。
- 手四場八（5人用）：山札20枚。手札枚数が少なく、選択肢がないので5人でプレイされることはほとんどない。

不正を防止するため、ひとりで札を混ぜて配ったりせず、3人の分担作業で行うことを推奨する。
1. ビキ（親の左隣）が札を混ぜる。
「焼きそば/ウォッシュ・シャッフル」と呼ばれるテーブルや座布団の上でグシャグシャとかき混ぜた後、ヒンドゥー・シャッフルかオーバーハンド・シャッフルを数回入れてから山札を作る。札が裏貼りされているので硬く、リフルやファロー・シャッフルするのは不向き。
2. ナカ（親の右隣）が望む。
山札を上下に分け、入れ替える。トランプで言う「カット」。
3. 親が配る。
手七場六の場合、ナカ→ビキ→親の順で、反時計回りに4枚ずつ配り、場に3枚を晒してから、ナカ→ビキ→親に3枚ずつ配ってから、最後に場に3枚晒す。親が自分から札を配り始めてしまうと、不正をしていると疑われかねないので、必ずナカから配ることを推奨。配り終えたら、山札を寝かせるように倒して置く。こうすれば、山札を崩すことなく、一番上の札だけが取りやすくなる。札を1枚ずつではなく纏めて配るのは、ポルトガル人が伝えた作法が引き継がれ残ったものである。

作法として、配っている最中に、手札を取って見てはいけない。親の不正を警戒して「親手を貰う／親手を取る」と言って、親の手札と自分の手札を取り替えることができるからである。手札を見てしまうと、親手を貰うことはできない。一度と交換した札を別の人が交換を要求できる。
配っている最中に、札が1枚でも表向きになったり、枚数を配り間違えた場合、山札が足りなくなったり、余った場合には、「毀（こわし）」と呼ばれる無勝負となり、配り直しとなる。親は過料として一貫ずつを全員へ支払う。
黒裏と赤裏のペア・デックを交互に使用することで、配っている間にもう一組をシャッフルできるので時間短縮になり、スムーズに進行できる。

## 遊技法

### めくり系
場札と手札を合わせ、さらに山札をめくって場札と合わせるもの。合わせた札は自分のものになる。取った札の組み合わせによって役を作ることができる。花札のゲームとしてはもっともよく行われ、イタリアのスコパやスコポーネ、英語圏のカシノ、中国で牌九を使った釣魚、トランプを使った撿紅点と類似しており、カシノ系のゲームとして分類される。山札からめくって場札と合せ取るルールは日本で独自に考案されたものと見られている。
- 本花/てんしょ（3人用：中京地方 ※「メクリカルタ」の技法の転用）
- お花（3 - 6人用：関東地方※「武蔵野」を使用して遊ばれた）
- 花合わせ/馬鹿花/目勝馬鹿花/目勝/目取り/絵取り/数取り/（3人用）
- 六百間/六百点/九州花/チャンガ/ユクペク/やまやく/山助（2人用：九州地方，広島県，愛媛県，大阪府，満洲，韓国）
- 百間バッサリ/百落ち/百落し（2人用：大分県）
- 三百間/坊間（2人用：岡山県）
- はち/盆遊び/夏遊び（2人用）
- 八八/八十八（3 - 7人用：大阪府発祥とされる，関東地方）
- 二人八八（2人用：関東地方）
- 抜き八八（3 - 4人用：※藤・杜若・萩の全てと桐カス2枚（黄桐は残す）を抜いた34枚を使用）
- こいこい（2人用：会津地方発祥とされ『会津のコイコイ』とも ※意味は「来い来い」）
- 鬼こいこい（2人用：岐阜県発祥とされる）
- 一二三（いちにさん ）（3人用：関東地方）
- 二四六（にしろく ）（3人用：関東地方）
- 三六九（さぶろっく）/馬鹿七短（3人用：関東地方）
- 平屋（ひらや ）（3人用：関東地方）
- 六短/七短（2人用：関東地方）
- 一束行（2人用：関東地方）
- 十枚/十枚持ち（2人用：関東地方）
- 松桐坊主（2人用：関東地方）
- 蹴転（けころ ）（2人用：関東地方 ※ルールは『素倒』、役は『はち』）
- 三十ツッパリ/三束ツッパリ/三百ツッパリ/三百ずっぱい（3人用：関東地方）
- 三束五十（3人用：関東地方）
- 運試し（3人用：関東地方）
- 横浜花/一二四（3人用、横浜市）
- 田無花/ピン転び/大物揃（多人数で勝ち残りのサシ勝負：田無市）
- 前橋花/千六十/カス十（3人用：群馬県前橋市）
- 大分臼杵市の馬鹿花（4人用：大分県臼杵市）
- 江多花/八十八元の鬼喰い（3人用：高知県）
- 九十花/チュンチュン（3 - 7人用：岡山県）
- 九十点花（3人用：近畿地方）※43枚を使用（藤に時鳥と萩に猪は残して、藤を3枚と萩を3枚を除外）。
- 素倒（3人用：近畿地方 ※「メクリカルタ」の技法「タオシ」の転用）
- 大阪蟲/むし/むし花/むし引き/おち/十落/百落/藤桐三光（ふじきりさんこ）（2人用：大阪府）
- 讃岐花/讃岐めくり（2人用：近畿地方）
- 千本花/膳所花/メクラ花（3人用：京都府，大津市）
- 奈良大仏前（4人用：奈良県）
- 加賀（2人用：福井県，石川県）
- 大役（2 - 7人用：新潟県）
- 新潟めくり（2人用：新潟県）手十二場八で「こいこい」を遊ぶ。
- 尾張花/名古屋花/百花（2人用：中京地方）
- スベタめくり/千十（3人用：中京地方）
- 五文引（3人用：中京地方）
- 遠州花/猪牡忠臣/與市兵衛（2 - 5人用：静岡県西部）
- 菖蒲担ぎ（3人用：静岡県沼津市）
- 須原花（3 - 5人用：木曽郡大桑村須原地区）
- 仙台花（3 - 7人用：宮城県）
- 秋田花（3人用：秋田県 ※芒と桐に短冊の5点札がある「山形花」を使用して遊ばれた。技法は「八八」と同じ）
- トッパ（2人用：北海道）
- 馬鹿（3人用：北海道）
- 猪鹿蝶（2 - 3人用：北海道 ※「六百間」の派生系）
- 薬喰い（2人用）
- さくら（2 - 7人用：ハワイ ※「肥後花」の転用）
- ゴーストップ（3人用：韓国）
- かしこ花（3人用：関東地方 ※馬鹿花のミゼール）
- 牡丹蝶（２人用：関東地方 ※大阪むしの派生ルールで、鬼札として牡丹に蝶を入れる）

### よみ系
台札に対して1つ上の月の札を出していき、手札を早くなくした人を勝ちとする。トランプを使ったポープ・ジョーンに類似しており、ゴーイングアウト系、シェディング系、ストップ系のゲームとして分類される。
- ポカ（2 - 3人用：関東地方）
- いすり/ゆすり（2人用：中京地方）
- ひよこ／ショッショ（2人用：岡山県地方，東海地方）

### かぶ系
札の月数の合計の1の位が9に近いほど強く、基本的には親と子で勝負するが、張り子同士で勝負させるアトサキは、トランプを使ったバカラ、牌九牌（天九牌）を使った牌九に類似しており、アディング系、バンキング系のゲームとして分類される。株札を使うゲームもここに含めた。
- おいちょかぶ／カブ／カオ九引き／9点取り／カホ（青森県）／三枚（青森県，新潟県，旭川市）／ヨシヨシ（福岡県，佐賀県，岡山県，広島県，釧路市）／ヨシ（鹿児島県，長崎県，福岡県，愛媛県，山口県，広島県）／押ヘタ（岡山県）／入レタ（和歌山県）／モンドハギ（和歌山県）／ツン（山口県，沖縄県）
- 京カブ／虫カブ（近畿地方）
- 引きカブ／打ちカブ（中京地方，東海地方）
- 三枚カブ（青森県）
- 五枚カブ（中京地方）
- 十枚カブ／相撲取りカブ（四国地方，北陸地方）
- カブ作り／エイ目作り（中京地方，東海地方）
- 樺太カブ（樺太）
- 四一（シッピン ）（中京地方）
- 高目（関東地方）
- かちかち／じゅんじゅん／ドンドン／トット（近畿地方）／ソッタ ／セッタ（韓国）／ソロ（沖縄県）
- アトサキ／バッタ撒き／手まき／蒔いた蒔いた／ジャンガー／ジャンガの後先（東京都）
- 床々／やり取り／指し絵／指込／やり取り床々／初二番／半貫／胴取りカブ（愛知県）
- 六ッ割／チョン（中京地方，東海地方）※花札 1面（48枚）を用いるアトサキ
- おいかけ『ばくち談義』※札1枚でやるアトサキ
- キッタ撒き／コイ撒き ※めくり系の場札に撒いた札で並行してやる賭博

### きんご系
札の月数の合計が15に近いほど強く、基本的には親と子で勝負する。かぶ系とは異なり、15を超えるとバーストする。トランプを使ったブラックジャックに類似しており、アディング系、バンキング系のゲームとして分類される。
- きんご／シッピン／ドサリ／乙六／十五枚／十五取り／十五の高め取り

### あてもの系
親が選んだ特定の札を子が当てると勝ちとするもの。
- 絵丁半／場丁半（秋田県）
- 絵本引き／絵樗蒲／六一（ムツイチ）
- 寶引（北海道）
- 四ツ割源平（北海道）
- 樗蒲一／六点チョボ／チョツボ（四国地方，和歌山県，福井県）
- 猪鹿蝶（関東地方）
- やっちゃば（関東地方）
- ピッタめくり／ボンサンめくり（福井県）

### その他
『花合の遊び方と其必勝法』（ジャパン競技倶楽部編）に余興として記載されている。
- 鬼抜き（3 - 6人用：トランプゲーム「ババ抜き」の流用、小野道風を鬼札として他の柳は使用しない）
- 札つかみ（2人以上：トランプゲームの流用）
- 九点取り（2人以上：カブの流用）
- 月あて（3 - 8人用：トランプゲームの流用）
- 札並べ（2 - 6人用：トランプゲーム「七並べ」の流用）
- 税関（3 - 6人用：トランプゲーム「ダウト」の流用）
- 動物遊び（3 - 7人用：トランプゲーム「ニックネーム」の流用）

### 詳細不明
文献に技法名だけが出てくるもの。括弧内は引用元。
- 揚花『司法警察特殊語百科辞典』※花札賭博のことか?
- 三枚花『司法警察特殊語百科辞典』※カブ系のことか?
- 抜花『司法警察特殊語百科辞典』※ムシのことか?
- 間上花『司法警察特殊語百科辞典』※六百間のことか?
- 大鹿児島『労働調査報告：復刻版8』
- 小役（新潟県）※めくり系『花かるたトランプ引方並に秘傳』
- キンキラ（大分県）※めくり系『賭博と掏摸の研究』
- スジヨミ（京都府）※よみ系『賭博と掏摸の研究』
- ニゲ（愛知県）※めくり系『賭博と掏摸の研究』
- 牛紫（仙台市）※めくり系『賭博と掏摸の研究』
- ダンダン（秋田県）※めくり系『賭博と掏摸の研究』
- 高下（函館市）※めくり系『賭博と掏摸の研究』
- 上総メクリ（房総地方）※めくり系『賭博：花札・さいころ・イカサマ手口』
- 発度直切（はっとじぎり：上州地方）『賭博：花札・さいころ・イカサマ手口』
- よろしい『隠語輯覧』『花札ゲーム28種』※一二三のことか？
- 三勝（さんかつ）『隠語輯覧』『花札ゲーム28種』※ヒヨコのことか？
- 狸（たぬき）『隠語輯覧』『花札ゲーム28種』『ゲーム探検隊』
- 手の筋『隠語輯覧』『花札ゲーム28種』『ゲーム探検隊』
- 善し悪し『花札ゲーム28種』『ゲーム探検隊』
- ざらちゃん『花札ゲーム28種』『ゲーム探検隊』
- こざら『ゲーム探検隊』
- 八雲『ゲーム探検隊』
- 追ふた／おおた／おうた『最後の読みカルタ』『接客読本』
- カギ喰い『最後の読みカルタ』
- 四下（ししずく）『最後の読みカルタ』
- シチカケ『最後の読みカルタ』
- 光坊主『最後の読みカルタ』
- 馬の子（むまのご）『最後の読みカルタ』
- どんびき『最後の読みカルタ』
- 目カス『最後の読みカルタ』『賭博事件裁判要旨集（刑事資料集5)』
- 飯田花（長野県飯田市）『最後の読みカルタ』『賭博事件裁判要旨集（刑事資料集5)』
- 中津花/ベタ花（3人用：大分県中津市，福岡県田川市）山本作兵衛氏の炭坑記録画

## 用語
特定のゲームで使用する用語は除く。
花（はな）／花見（はなみ）花札遊び、花札賭博のこと。
サシ（さし）2人競技のこと。差し向かって勝負をすることから。「差し花」や「差し打ち」とも言う。
ミツ（みつ）3人競技のこと。三つ巴で勝負をすることから。
月（つき）ラウンドのこと。あるいは、札に割り振られた月数のこと。例：松＝1月
年（ねん）12回（12ヶ月）戦の勝負を行う1ゲームのことで「どん」とも言う。6回（6ヶ月）戦のことを「半どん」と言う。
季（き）3回（3ヶ月）戦ごとの単位。「こいこい」では1季で3連勝すると、その得点を倍づけにするというオプションルールがある。
親（おや）／胴親（どうおや）親は札を配るディーラーであり、スタートプレイヤーでもある。最初に場札と合わせられる点で優位とされる。誰も役ができなかったり、札点が同点だった場合には、親権（おやけん）により、親の勝ちとするルールが採用されることもある。本来、親とは「中心的役割を果たすもの」という意味がある。
中（なか）／中絵（なかえ）／胴中（どうなか）／胴二（どうに）二番目に手番を行う人。親やビキに比べ、不利とされる。
尾季（びき）／引（び）き／退（ひけ）／尾来（びけ）／大引（おおびき）最後に手番を行う人。ビキが最終手番を行うので、最後まで残した手札は必ず獲得できるので有利とされる。:ポルトガル語で「vicke（下っ端）」が語源で、書籍では「退」や「末」や「終」の漢字を宛て「ビキ」とルビが振られている。「尾驥（びき）」とも書かれている。元々、大引とは、遊廓の行灯を消す刻のことを言った。
場ふり各自が山札をめくって、一番早い月数の人が仮親となり、順番に席に着くこと。その後、仮親が札を切り直して、各自に均等になるように札を配り、松に鶴を持っている人が親となる。「場ふり」を省略して、「親決」から始めることが一般化している。
親決（おやぎめ）／親定（おやさだめ）／親見（おやみ）／親取（おやとり）／親めくり各自が山札をめくって、親を決めること。基本的には一番早い月数の人が親になる。同月札を引いた場合には、札点の高い札が優先する。両者が同月の素札の場合には、該当者だけで引き直す。以降はラウンドの勝者が親になる。
切る／繰る（くる）／練る（ねる）／突く（つく）札を混ぜること。通常はビキの担当。トランプで言う「シャッフル」。
望む（のぞむ）／望み（のぞみ）／望ませる／嫌わせる／手を入れる山札の2つに割って上下を入れ替えること。通常は胴二の担当で「中切り」とも言う。北海道では「天を切る」と言う。トランプで言う「カット」。山札の一番上を指でチョコンと触れてカットしないことを「ケチをつける」、「チョン」などと言い、これを英語では「ノッキング」と言う。
撒く（まく）札を配ること。通常は親の担当。トランプで言う「ディール」。
一枚回し希望があれば、胴二が山札の一番上にある一枚を積んである山札の中に入れ込むこと。
手札（てふだ）／手（て）／持札（もちふだ）各自に配られた札のこと。トランプで言う「ハンド」。
場札（ばふだ）／場（ば）場に表向きで並べられた札のこと。トランプで言う「レイアウト」。
山札（やまふだ）／山（やま）／めくり札／箱札（はこふだ）／伏札（ふせふだ）／積み札裏向きで積まれた札のこと。トランプで言う「ストック」や「デック」または「ドロー・パイル」。
晒札（さらしふだ）表向きで公開された手役の札こと。
打札（うちふだ）手札から出す札のこと。
合札（あいふだ）手札と合わせられる場札のこと。
取札（とりふだ）合わせ取った札のこと。各自の前に表向きで点数ごとにまとめて置き、公開しなければならない。
捨札（すてふだ）場札と合わない1枚を手札から出して、それが場札になること。トランプで言う「ディスカード」。
死札（しにふだ）そのラウンドでは使用されない札のこと。
化札（ばけふだ）／鬼札（おにふだ）他の代わりになる札のこと。トランプで言う「オールマイティ」や「ジョーカー」。「越後花」や「越後小花」にはあまめはぎを描いた鬼札が付属。「阿波花」には金太郎が鬼札として付属。「ぽか」では松に鶴、梅に鶯、松に赤短の3枚が化札。9月9日が重陽の節句ということから「こいこい」では菊に盃が素札としても見なすことができ、「お花」「遠州花」「八八」では、手役を作る際に全ての柳の札が素札と見なされる。「鬼こいこい」では桐に鳳凰が鬼札、「むし」では雷公の太鼓釣り（柳の素札）が鬼札、「六百間」では小野道風が「ガジ」と呼ばれる化札として、どの札でも合わせ取ることができる。「がじる」とは「何でも喰う」という意味。鬼札で他の札を合わせ取ることを「喰う」と言ったりもする。
光札（ひかりふだ）／ピカ札松に鶴（日の光）、満開の桜に幔幕（春の光）、芒に望月（月の光）、柳に小野道風（雷の光）、五桐に鳳凰（星の光）の５枚の高得点の札のこと。
種札（たねふだ）／十（とお）もの／生き物鳥獣や物が描かれた札のこと。
短冊札（たねふだ）／タン短冊が描かれた札のこと。
素札（すふだ）／空札（からふだ）／素物（すもの）得点の低いカス札のこと。
上札（じょうふだ）／大札（おおふだ）／上物（じょうもの）得点の高い光札や種札のこと。
組札（くみふだ）役を構成する組み合わせのこと。
役札（やくふだ）出来役を構成する札のこと。
影札／陰札（かげふだ）役札が取れる素札のこと。
決札（きまりふだ）必ず獲得できる札のこと。
床札（とこふだ）各自専用の山札のこと。
台札（だいふだ）最初に表向きで場に出される札のこと。トランプで言う「リードカード」。
法度札（はっとふだ）相手が出来役をあと１枚で完成する状態の該当する残りの上札、もしくはその影札のこと。手札の最後の１枚ではない状態で、自分が捨札した札を相手が合わせ取って出来役を完成させた場合、自分一人の責任払いとなる。手札の最後の1枚や、手札が残り2枚が同月札の影札の場合でも法度札とはならない。
場四（ばし）／馬鹿場（ばかば）場に4枚の同月札が出ている状態のこと。配り直しになるのが一般的だが、親が全て獲得するルールの場合もある。
場三（ばさん）／飛び込み三本／しっぽり／ひっぱり場に3枚の同月札が出ている状態のこと。「しっぽり」とは落ち着いた状態を意味する。
ヒコ札／一引（いちひき）／一丁引（いっちょうびき）／引（びき）／引ずり（ひきずり）／落とし札場に3枚の同月札が出ている時に、残り1枚の札のこと。無理矢理引っぱるという意味の「ひこずる」が語源。ヒコ札を出すことで、その月札4枚全てを獲得する。
羽（はね）／喰付（くっつき）同月札2枚が手札にあること。トランプで言う「ペア」。
とんこば札を裏向きで切ろうとするとき、その中に表向きで入っている札のこと。:語源は、「炭坑場（たんこうば）」が訛ったもので、炭坑節の歌詞「〽月が出た出た月が出た」というように、芒に月の札が表向きで見えていることに由来する。
初代場に初めて出た月札のこと。
二代初代が合わせ取られ、残こされたもう一組の同月札のこと。
手役最初に配られた手札の組み合わせによって決まる役のこと。不利な札が揃っている場合の救済処置として手役がつくようになっている。トランプで言う「メルド」。手役を公開することを「場晒（ばさらし）」、その札のことを「晒札」と言う。
出来役取札の組み合わせによって出来る役のこと。
場役最初に表向きにされた場札の組み合わによって決まる役のこと。子から親に得点が支払われる。
不見（みず）配られた手札をまだ見ていない状態のこと。
親手を取る配られた手札を不見（みず）に、親に配られた札とそっくり取り替えてもらうこと。
取り出し親から札を取り始めること。
王手／立直（リーチ）残り1枚で出来役が完成する状態のこと。
尻（しり）／尻餅（しりもち）／ケツを舐める札を合わせてから、山札をめくると、同月札が出てくること。
打ち出す場と合う札がないため、捨札にすること。
打ち当て／ぶち当て捨札に出した同月札を山札からめくり、ズバリ合わせ取ること。
打ち切り手札を残らず打ち終えること。一般的に「打ち切り」というと、途中の段階で中止することを意味するが、この用語は「手札を最後まで打ち切る」という意味であるから、全く真逆の意味であり、誤解を招きかねない。
打ち切り役／壊し役完成した時点でラウンドの途中でも勝敗が決着する出来役のこと。五光、四光、雨四光、赤短、青短がそれに該当する。
打ち分かれ妨害し合った結果、互いに出来役ができない状態になっていること。
打ち上げビキが押さえていた札を都合により放出せざるを得なくなり、その札を上席である親かナカに合せ取られること。
起こし／起こす山札からめくった札で、場札を合わせ取ること。:合わせることができないと「起きが悪い」と言う。
拾（ひろ）い役札を持っていないのに、運良くめくり札からそれを起こすこと。
見越（みこ）し場に出ている役札を上座の人に取られず、自分のところまで回ってくること。
定（さだめ）捨札にすると、相手に出来役が完成しかねないため、安易には捨てられない運命にある札のこと。
叩く光札や種札がまだ出ていない状態で、素札同士、あるいは、素札と短冊札を合わせ取ること。
踏む山札から場にめくられたばかりの札や、相手が捨札にしたばかりの札を合わせ取ること。
かぶり同月の高得点札を2枚とも一度に合わせ取ってしまうこと。例：桜の光札を桜の赤短冊札で合わせる
割り出す／割り出し同月札2枚が手札にある状態で、そのうち1枚を場に出すこと。
割る／壊す／預け相手が目指している出来役を妨害すること。
割れるひとつの出来役を構成する札が二人に分かれて、すでにその出来役が成立しなくなっている状態のこと。
押さえる／押さえ札先に手番が回る人が目指している出来役に関係する札を最後まで手札から出さずに阻止すること。
袖引き複数の出来役が作れそうな手札を持ちながら、結局どちらの役も完成せずに終わること。語源は両袖を引っ張られることから。
掴み／手上がり／手取り出来役を構成する札が、手札に全てある状態のこと。
代わり出来役を構成する札のうち、一枚だけが影札で、手札に全てある状態のこと。
引っ掛け手札に同月札が2枚ある状態で、場札に3枚目が出た時に合わせ取り、残り1枚も取れる状態にすること。
お手から小判場に同月札が2枚出ている状態で、まず影札を出して、次の手番で高得点の同月札を出して合せ取ること。
お手つけ何の指針もないまま、取り敢えず場札を合わせ取っておくこと。
手詰まり／手詰まる場札と合せられる札が手札になく、しかも迂闊に札を捨てられない状態のこと。
手卸し／付け打ち場に同月札2枚がある状態で、残り2枚が手札にある場合、手札の2枚とも出して、全ての同月札を獲得してしまう行為のこと。もしくは、すでに初代がいずれかに獲得されている状態で、二代の2枚が手札にある場合、それら見せて両方の札を獲得してしまう行為のこと。どちらも手順を省略したもので、他人より手札が1枚減ってしまうため、最終手番には山札からめくるだけになる。
手渡し手札に役札を持ちながら、合わせ取る機会がないまま場に出して、それを相手に取られてしまうこと。
入れ手誰かの出来役が王手になっている時、その上席の者の手札に役札の一枚があるために捨てるに捨てられない状態で苦しんでいる場合に、他の者が影札を捨てて、その人に取らせることで出来役の完成を阻止すること。
預け親かナカに出来役が王手になっている時、その役に関係ある札を取って、残る一枚を他の者が獲得できるようにして、出来役の完成を阻止すること。
お土産仕方なく捨てる光札のこと。出す側は「お土産をつける」、取る側は「お土産を貰う」というように言う。
取り回し場に役札が2枚、または3枚出ている時、相手に取られずに、自分一人で順々に全部取ること。
嫌取りその回（月）の勝負が最後に至ったときに、影札を持っているのに、役札ではない同種の札を合わせ取らなければならなくなること。
なめ／なめる山札の一番下にある札のこと。ビキがめくる札。最後の札をめくることを「なめる」と言う。:語源は、山札の一番下→舌→舐める
中なめ山札の下から二番目にある札のこと。ナカがめくる札。
持ちなめ山札の一番下にある札を合わせ取る札が手札にあること。
七割れ／七手変わり手札の7枚が全て違う月札の状態であること。
しま／四枚揃（しまいぞろ）四枚（しまい）の略で、同月札4枚を獲得すること。
ぶっくひとりで赤短と青短の出来役を作ること。元はトランプ用語で「セット」を意味する「book（ブック）」。古くは「青裏」と呼び、裏とは裏菅原のこと。
吹き消し／吹っ消し／ふけ／流し敢えて札を合わせ取らないようにプレイして、札点を規定の点数以下に抑えること。成功すると勝負を流したり、勝利したりする。「葺ける」とは、姿を隠す。逃げる。行方をくらます。駆け落ちする。さぼる。という意味の俗語。
半どん12ヶ月戦の半分である6ヶ月戦のこと。:語源は、1876年（明治9年）から公官庁で土曜日半休のことを「半ドン」と呼んだことに由来する。
幕（まく）／ひけひけ12ヶ月戦における11ヶ月目のこと。
基準点／原点全ての札点の合計を競技人数で割った点数のこと。これを基準に得失点を求めるゲームが多くある。例：3人競技では88点など
目数（めかず）札の月数の合計のこと。
目勝ち役は別として、札点の合計が一番高いこと。
高石（たかいし）競技の途中で最高得点をあげている人。
吟味役／銀見役（ぎんみやく）ゲーム終了後の決算の結果、一番得点が高い優勝者のこと。吟味とは、調べ確かめるいう意味。
回胴（まわりどう）親を順番に交代していくゲーム形式のこと。
掃除（そうじ）ラウンドの勝負が終わったら、札を集めて、次のラウンド（月）に備えること。黒裏と赤裏のかるたを用意しておけば、次のビキが先ほどまで使っていた札を回収してシャッフルする。そのため、ビキのことを「掃除番」と言ったりする。この間に新たな親は、裏紙が異なるもう一組のかるたをシャッフルして配ることで、時間が短縮されてスムーズに進行できる。

## 不正行為
俗に言うイカサマやインチキ。
目印／いかめん
特定の札に傷やシミなどの細工を施す、俗に言う「ガン札」。厚みを変える「厚薄ガン」、爪で印をつける「押ガン」「爪ガン」、札に塗料を塗って光を反射するようにする「ピカリ」、札の縁を針の先で小さな目印をつける「針仕様」、札の角に馬の毛などを入れる「角仕様」、手触りを変える「ざらすべガン」等がある。
さくら
競技に参加していない第三者が、競技に参加している者と組んで対戦者の手札を覗き、それを相手に手振りなどのジェスチャーで伝える行為のこと。
鉄砲
予め自分の好む順序に組み合わせた山札を隠しておいて、山札ごとすり替えてしまうこと。
手品／隠し取り
光札などの役札を一枚、一番上に乗せておいて、親が札を切るときに、その一枚が一番上と一番下を移動させて、自分の手札にしようとすること。
尻のぞき／尻を見る
山札の一番下を覗き見る行為のこと。
揉み込み／持ち込み
別名「手八を撒く」。自分の手へわざと1枚多く8枚配って、知らんふりしてゲームを進めること。
切り込み／作り込み／込み
親が札を切り混ぜる際に、自分の好む順序に組み合わせること。
役逃げ
他人に手役があるとき、自分の手札1枚を隠して、札が足りないと主張して流してしまうこと。
二枚取り／蹴込み
山札から2枚まとめて取ってしまうこと。
吹き替え／打ち返し
手札を他の札と取り換えてしまうこと。
下抜き／下貫
カルタを切る時、良い札を人目に付かないように抜い取り、その札で勝つこと。
吸いつけ
掌に札を吸いつけて隠すこと。
即替え／ポン替え
カブ賭博の際、合計すると九（カブ）になる二枚または三枚の札を手中に隠しておいて、すり替えてしまうこと。
床抜き／床上げ
カブ賭博の際、分かっている札を山札の一番下に置き、必要に応じて、山札の一番上に繰り上げること。
おかる／うつし
相手の札を盗み見すること。『仮名手本忠臣蔵』で遊女のお軽が由良之助にきた密書を二階から鏡を使って覗き見する場面から発生した言葉。

## 京都内浜地区
カルタ製造が家内工業的に盛んになったのは江戸時代、京都の内浜付近が中心といわれている。米穀市場に集まる人という需要、カルタの重味に使われる白土が東山一帯から取れるという原料の両面が、内浜にカルタ製造を起こした。（『労働文化 16(1)』）
この地区には京都最大の色街である七条新地（正面通から七条通）があり、会津小鉄会の常設の賭場が数ヶ所あったことも無縁ではない。そして、明治時代の内浜には、任天堂の山内房次郎、大石天狗堂の大石蔵次郎、玉田福勝堂の玉田安之助、臼井日月堂の臼井岩次郎、山城與三郎商店の山城與三郎、赤田猩々屋の赤田半次郎、中尾清花堂の中尾清助、村井兄弟商會の村井半兵衛、松井天狗堂の松井重次郎、菊水堂の馬場せつと製造業者が集結していた。
京都骨牌製造業組合の代表を務めていた任天堂の山内房次郎は、1898年（明治31年）頃までは京都市内のカルタ製造業者は40名に達していたが、1902年（明治35年）の骨牌税法が実施されると、11名に減少したことを報告している（『産業の京都 昭和10年』）。
1903年（明治36年）の骨牌税表のカルタ製造所数を見ると、京都府9、大阪府2、東京府3、岡山縣1、愛知縣1、岩手縣1、山形縣1、広島縣1、徳島縣1である。しかし、実質的なカルタ製造は京都に委託しており、現地で製造していたのは、岩手縣の鶴田久太郎（鶴田屋）と徳島縣の坂東和一郎（坂東笑和堂）だけであった。
大阪の土田天狗屋では、1885年（明治18年）の開業当初は京都から製品を移入しており、大阪でカルタ製造を始めたのは、1897年（明治30年）前後のことだという（大阪市産業叢書 第14輯）。

## 製造元によるブランドの等級
各製造元により独自基準で等級が設定されており、ランクによる図柄の違いは基本的にはない。現物を比較しても品質の違いは素人には容易に判別できない。
大石天狗堂 1800年（寛政12年）創業（ヤマみ／カク大）
・金天狗（1等）‥‥ ¥2,200 1921年7月18日商標登録
・銀天狗（2等）‥‥ ¥1,650 1921年7月18日商標登録
・リンカーン（3等）‥‥ ¥1,320 1959年9月29日商標登録／リンカーン大統領は1953年商標登録
紙質の違いはなく、職人の手作業による裏貼りの仕上がり具合で選別。
縁返しが四辺均一だと1等品で、キズやヒズミがあると選別される。1等品は100組のうち、2,30組が取れれば良い方。
戦前は、内地向けで14ランク、外国向けで13ランクに分類されていた。
四季（¥880）は、かつてボール花と呼ばれた断裁仕上げであるため、裏貼りされていない。

任天堂 1889年（明治22年）創業（マル福）
・大統領（1等）‥‥ ¥2,200 紙質は表裏ともに最上級。フラップ式ケース。1枚1.48g 1901年2月15日商標登録
・天狗（2等）‥‥ ¥1,650 紙質は表は普通で裏は最上級。フラップ式ケース。1枚1.25g 1912年5月4日商標登録
・都の花（3等）‥‥ ¥1,100 紙質は表裏ともに普通。汎用プラ製ケース。1枚1.25g 1930年11月6日商標登録
コンビニ流通の「千代桜」（¥1,133／1956年8月17日商標登録）は、「都の花」と同等品。

1928年（昭和3年）発行のカタログでは「八々花」は20ランクに分類されていた。
1958年（昭和33年）発行のカタログでは「八々花」は下記の等級だった。
・大統領（1等）‥‥ ¥500
・お多福（2等）‥‥ ¥390 廃版 1920年5月6日商標登録
・平安（3等）‥‥ ¥350 廃版
・金天狗（4等）‥‥ ¥335 → 大石天狗堂と和解した結果「天狗」に戻す
・丹頂（5等）‥‥ ¥310 廃版
・初桜（6等）‥‥ ¥280 廃版
・都の花（6等）‥‥ ¥280
・白梅（7等）‥‥ ¥265 廃版
・桜の山（7等）‥‥ ¥265 廃版
1959年（昭和34年）10月、自動台紙貼合機の完成。
1962年（昭和37年）12月、自動裏染機の完成。
1971年（昭和46年）発行のカタログでは「八々花」は下記の等級だった。
・大統領（1等）‥‥ ¥700
・お多福（2等）‥‥ ¥600 廃版
・三羽鶴（2等）‥‥ ¥600 廃版
・天狗（3等）‥‥ ¥500
・都の花（4等）‥‥ ¥300
1973年（昭和48年）に裏貼り工程が機械化。
1992年（平成4年）発行の卸会社アジオカのカタログでは「八々花」は下記の等級だった。
・大統領（1等）‥‥ ¥1,942
・お多福（2等）‥‥ ¥1,456 廃版
・天狗（2等）‥‥ ¥1,456
・朝日桜（3等）‥‥ ¥971 廃版 1951年6月26日商標登録
・都の花（3等）‥‥ ¥971
白札や広告札（昔も今も日本一の大統領印）に刻印された番号は、西暦下二桁，月，日の順で、製造年月日を示している。ただし、昭和期から1996年（平成8年）までに製造された白札の番号は、基本的には、日，月，昭和/平成年の順になっているが、必ずしも絶対というわけではなく、昭和/平成年，月，日の順になっているものもある。

田村将軍堂 1921年（大正10年）創業（矢車／マルタ）
・紫宸殿（1等）‥‥ ¥4,950 最高級品 1964年2月27日商標登録
・大将軍（2等）‥‥ 廃版 代表的高級品 1960年10月3日商標登録
・満点（3等）‥‥ 廃版 高級品 1960年8月25日商標登録
・栄光（4等）‥‥ 廃版 中級品 1960年8月25日商標登録
・京乃錦（5等）‥‥ 廃版 中級品 1960年8月25日商標登録
・花くらべ（6等）‥‥ 廃版 中級品 1961年7月4日商標登録
・夜桜（7等）‥‥ 廃版 下級品 1961年7月4日商標登録
・春風（8等）‥‥ 廃版 下級品 1967年4月3日商標登録
白札に刻印された番号は、昭和年，月，日の順になっている。
現在では等級を廃止して、「紫宸殿」と彩色の異なる「京舞妓」があり、裏紙に美濃手漉き和紙を使用している。

エンゼル 1956年（昭和31年）創業（翁）
・元禄（1等）‥‥ ¥1,500 1963年6月1日商標登録
・千鳥（2等）‥‥ ¥1,000 1963年6月1日商標登録
自社工場で裏貼り工程を機械化。等級は検品による仕分け選別。
1997年（平成9年）までは下記の等級だった。
・翁（1等）‥‥ ¥1,500 廃版 1964年1月21日商標登録
・王将（2等）‥‥ ¥1,000 廃版 1984年5月31日商標登録
・纏（3等）‥‥ ¥  800 廃版 1964年9月16日商標登録
・泰平（4等）‥‥ ¥  600 廃版 1964年9月16日商標登録

## 廃業・撤退した製造元
京都
- 西京屋／玉田福勝堂（カネ中）1806年（文化03年）創業 ※針問屋 → 1898年（明治31年）京都骨牌製造 ，1899年（明治32年）商標登録 → 1905年（明治38年）玉田兄弟商會 → 1914年（大正03年）日本骨牌製造 → 日本カルタ 2015年（平成27年）廃業 ※日本骨牌製造は中尾清花堂の中尾徳次郎を代表に設立されているが、以降は玉田家で世襲。
- 臼井日月堂（カネヱ）1853年（嘉永05年）推定 ※香油,白粉製造 → 1894年（明治27年）商標登録 → 1920年（大正09年）京都カルタ製造 1927年（昭和02年）解散 ※1913年（大正2年）には上海支店
- 田中玉水堂（ヤマ田）1864年（文久03年）推定，※金貸 → 1893年（明治26年）商標登録 → 1948年（昭和23年）株式会社玉水堂
- 山城與三郎商店（マル十）1867年（慶応03年）創業，1901年（明治34年）商標登録，1989年（昭和64年）廃業?
- 赤田猩々屋（マル松）1883年（明治16年）推定 ※文具商（萬歳糊），1900年（明治33年）商標登録，1929年（昭和4年）廃業?
- 中尾清花堂（カネセ）1894年（明治27年）商標登録
- 村井兄弟商會（ヤマ半）1894年（明治27年）創業 ※紙巻煙草商 村井半兵衛
- 和多田印刷所 1899年（明治32年）創業 → 1989年（平成元年）和多田印刷株式会社 ※任天堂のトランプ製造印刷で存続
- 菊水堂（マル㐂久）1900年（明治33年）骨牌商 馬場せつ → 馬場京和堂（マル榮），だるま堂
- 松井天狗堂（カク松）1906年（明治39年）創業，2016年（平成26年）廃業
- 運天堂（カネカ）→ 井上順天堂（マル順／マル天）1957年（昭和32年）
- 田中商會（カネタ）1915年（大正04年）田中玉水堂から分岐，1921年（大正10年）商標登録
- 京都骨牌商會 1918年（大正07年）設立，1922年（大正11年）解散
- 龍参堂 ※ 1922年（大正11年）伊藤良三が中央興業株式会社取締役就任，1924年（大正13年）退任
- 山中東洋堂（入ヤマ中）1924年（大正13年）創業 商標登録
- 龍昇堂 1945年（昭和20年）
- 龍天堂（マル龍）1946年（昭和21年）創業 ※任天堂京城支店長・竹内助五郎が独立，1948年（昭和23年）商標登録，1978年（昭和53年）廃業?
- 川北工業所 1948年（昭和23年）創業 → 坂村工業所
- 東洋トランプ（マル当）1960年（昭和35年）創業 → 国際トランプ → エーストランプ 1967年（昭和42年）倒産
- 富士トランプ 1962年（昭和37年）創業 → 1965年（昭和40年）ローヤル工業 → ローヤルテック※存続
- 伊藤幸治商店 1968年（昭和43年）紙麻雀花札製造法 特許出願 ※川北工業所製造課長・伊藤幸治が独立
- 京都かるた（マル京）1977年（昭和52年）※日本骨牌製造から独立

大阪
- 十二花堂（十二ヶ月堂）※絵葉書商
- 四井商店（カネイ）1882年（明治15年）創業 ※糸物組紐商，1900年（明治33年）商標登録
- 虎屋万壽堂 1883年（明治16年）「四季の花合せ」を販売 ※絵草紙商
- 河合福勝堂（カネ中）1884年（明治17年）創業 ※歯刷子（歯ブラシ）商，1896年（明治29年）商標登録
- 大阪天狗屋 → 1885年（明治18年）土田天狗屋（カク天），1894年（明治27年）商標登録 ※木櫛商，1940年（昭和15年）廃業?
- 清花堂・中尾骨牌店（カネセ）1890年（明治23年）創業 ※絵草紙商 → 中尾晃恵堂（マル恵）
- 溝口商店（ヤマト）1894年（明治27年）創業 ※金融業
- 津田彌兵衛・近江屋（マル焔宝珠） 1894年（明治27年）商標登録 ※紙商，玩具商
- 藤本ツル商店 1897年（明治30年）創業 ※模造真珠輸出商，1915年（大正04年）商標登録
- 爲井福寿堂 1900年（明治33年）商標登録 ※状袋（封筒）商
- 松井商店（カク松）1905年（明治38年）創業，1906年（明治39年）商標登録 → 松井天狗堂，※1933年（昭和8年）には大蓮出張所
- マルナ堂（マルナ）1913年（大正02年）創業 ※玩具卸商として存続
- 井上南洋骨牌工場 1914年（大正03年）創業 → 1918年（大正07年）ユニバーサルトランプ日本工場，商標登録 → 1935年（昭和10年）ユニバーサル・トランプ株式会社，1972年（昭和47年）廃業?
- 長谷川吉三郎（マル吉）1921年（大正10年）商標登録
- 小原商店本店（マルさ）
- 玉井大黒堂本店

東京
- 八八屋花戦堂 1885年（明治18年）開店
- 瀬村正兵衛・尾張屋（カネ正） 1886年（明治19年）届出「四季の花繪合」を販売 ※製菓機器商
- 上方屋 1886年（明治19年）開店，1889年（明治22年）商標登録 → 上方屋勝敗堂/優勝堂
- 上方かるた商店 1887年（明治20年）開店 → 上方屋片岡商店（カネ片），1921年（大正10年）商標登録，1976年（昭和51年）廃業
- 中方屋（カネ中）1887年（明治20年）開店 → 神崎祥雲堂
- 下方屋（マル平）1890年（明治23年）開店
- 西村商店（マルい）1887年（明治20年）創業 ，1907年（明治40年）商標登録 → 1921年（大正10年）西村天狗堂 商標登録 → 1922年（大正11年）西村合名商社 → 西村商事
- 興文社 1893年（明治26年）※小判形花がるた
- 巌々堂 1893年（明治26年）※小判形花がるた
- 小出遊花堂（マル小）1897年（明治30年）創業，商標登録
- 西口榮助商店（マル榮）1905年（明治38年）創業，1914年（大正03年）商標登録
- 丸萬（マル萬）1920年（大正09年）創業 → 1947（昭和22年）丸万商店 → 1962（昭和37年）マルマン ※文具メーカーとして存続
- 清水白狐堂（マル日）1930年（昭和05年）
- 日本遊技玩具 1946年（昭和21年）創業 → ニチユー ※トランプ&タロットコレクション保有率が世界一，存続
- チヱリーカード商會 1947年（昭和22年）創業
- 安藤商店（白美人印）1947年（昭和22年）※「白美人」販売
- 銀星社 1947年（昭和22年）※「月宮殿」販売
- 平凡トランプ（天下一）1967年（昭和42年）設立

徳島，奈良，神戸，岡山，広島
- 坂東笑和堂（カク和）1866年（慶応02年）創業
- 吉野堂（カネ吉）
- 大谷商店（マル大）→ 天壽堂本店
- 任壽堂 1921年（大正10年）商標登録
- 鳥居堂本店（マル京）1913年（大正03年）創業 ※神戸市内に支店あり、喫茶店兼営
- 靑木商店（マル芳）1922年（大正11年）創業
- 小野榮玉堂（井桁小）
- 山崎琴水堂（マル正／カネ山）1905年（明治38年）頃創業 ※尾道山崎旅館
- ゲンマル堂（マル現）1918年（大正07年）創業 ※小間物化粧品店 → 現○商會，1924年（大正13年）商標登録
- 高橋商店 1945年（昭和20年）創業 → 1966年（昭和41年）西日本骨牌 → 1968年（昭和43年）日本娯楽（マル娯）※存続

愛知，岐阜，滋賀
- 岩田商店（扇や）前身は1844〜1848年（弘化年間）創業の扇由，1918年（大正07年）商標登録
- いせや工業（マル金）1948年（昭和23年）設立 ※玩具商として存続
- 遠藤商店（マル英）1960年（昭和35年）設立 → 東洋骨牌 → マルエー
- 八日市トランプ（凧印） 1959年（昭和34年）倒産 → 大日本トランプ工業（千成瓢箪）※トランプメーカーとして存続

新潟，山形，岩手
- やままた三條屋（ヤマ又／カク上）1869年（明治2年）開店，1890年（明治23年）商標登録 → さんまた
- 沼沢権吉
- 奥山幸吉 1878年（明治11年）博奕カルタを製造したとして自首 懲役80日
- 中川代三郎（ヤマ大）1878年（明治11年）博奕カルタを製造したとして自首 懲役80日
- 鈴木寅吉 → 美好屋 1887年（明治20年）
- 精英堂印刷所 1915年（大正04年）※パッケージ,ラベル,シールの企画デザイン製版の印刷会社として存続
- 遠藤善四郎（マル善）1926年（大正15年）
- 丸金（マル金）
- 酒田仁天堂（マル仁）1953年（昭和28年）
- 今井商店 1956年（昭和31年）
- 東北骨牌（マル特）1958年（昭和33年）創業
- 菊英堂
- 及川直治
- 植友正蔵（ヤマモ）
- 漆澤亀太郎（ヤマ二）1907年（明治40年）商標登録
- 鶴田久太郎（ヤマ十）→ 1926年（大正15年）鶴田屋 → 1946年（昭和21年）大日本観光堂，1977年（昭和52年）廃業
- 金花堂（マル金）

所在地不明
- 袴田（マル田）
- 藤村（カネ万）※京都
- さくらもと※桜本‥‥京都市左京区大文字山西側の麓のこと
- 真正堂 ※大石天狗堂の異称か？
- 翠山堂『A History of Playing Cards and a Bibliography of Cards and Gaming』掲載
- 文明堂（マル文）
- 榮花堂（マル光）オランダ国立世界文化博物館所蔵
- 遊楽堂（マル安）
- 紅屋 ※たぬき
- 次郎長花札製作所（マル次）

## 登録商標に関する民事訴訟
現○商會 vs 琴水堂
1925年（大正14年）、現○商會の溝口節夫は、第65種骨牌でマル正の商標登録を受けた。これに対して琴水堂の山崎佐都は、「自分等は明治38年頃から骨牌製造業を営み、その商品には布袋の腹にマル正を図形し、上部に布袋號、下部に純良張貫と付記した商標を使用し、これを取引者間に周知せしめていた。且つ溝口はその登録出願前からこれを領知していた」という理由から登録無効審判を請求。始審も抗告審も「登録を経ない標章については法は商標権の如き権利を認めていない」として、琴水堂が敗訴している。
任天堂 vs 大石天狗堂
1953年（昭和28年）、合資会社大石天狗堂本店の前田正文が「アブラハムリンカーン大統領」で登録した商標に対して、任天堂骨牌株式会社の山内溥は「大統領」の商標と類似するという理由から登録無効審判を請求。
1954年（昭和29年）、裁判官は非類似の商標であるとして、任天堂の請求は成り立たないと審決。
1956年（昭和31年）、任天堂は東京高等裁判所に提訴。
1958年（昭和33年）4月17日、東京高等裁判所は、任天堂が花かるたの国内シェアの60％を占めるだけでなく、「大統領」が任天堂の最も良質な製品であると認められているから、「アブラハムリンカーン大統領」はそれと混合誤認されるおそれが大きいとして、特許庁の審決を取り消した。その判決を不服とした大石天狗堂は上告。
1960年（昭和35年）12月20日、東京高等裁判所は大石天狗堂の上告を棄却して、上告費用を大石天狗堂が負担とするものとした。
1961年（昭和36年）4月、大石天狗堂と任天堂は和解。別件の登録取消審判請求と審議申立事件を取り下げ、以降、大石天狗堂は「大統領」の文字を含む商標は一切使用しないことを約して「リンカーン」に変更。任天堂は「金天狗」を「天狗」へと戻した。
1962年（昭和37年）7月、特許庁は原審決を破棄すると、任天堂の引用商標の指定商品と抵触する商品についての商標登録を無効とした。
ユニバーサルトランプ vs 任天堂
1953年（昭和28年）5月19日、任天堂骨牌株式会社は、特許庁に対して、ユニバーサルトランプ株式会社の登録商標「カク福」の登録無効の審判を請求した。1954年（昭和29年）4月15日、その請求は成り立たないという審決を受けるや、同年5月25日、任天堂は抗告審判の請求をした結果、特許庁はユニバーサルトランプの商標「カク福」と任天堂の商標「マル福」とは互いに類似し、その指定商品も抵触すると審決を下した。それを対して不服なユニバーサルトランプは高等裁判所に訴えたが、1962年（昭和37年）5月26日、「原審決を棄却する。商標は商品骨牌、押絵、玩具及びその類似商品についてこれを無効とする。」との審決が下され、審決書の謄本は、同年6月14日にユニバーサルトランプに送達された。
マルの輪郭の内に福一字の文字を配した商標であるか、合一一体のものとなっているかどうか、更にその呼称が如何に生ずるかは、その商標の持主の商号との関係、指定商品の如何、輪郭内に表された文字の如何によって、各個の具体的な場合につき、各個にこれを判断する外はないところと解せられるところ、輪郭内の文字である「福」の字そのものが字義そのものからいっても、指定商品の関係からいっても重要であって、その輪郭たるマルそのものにはさしたる重要性はないものと解するのが相当である。従って、マルをカクに変えれば、商標類否の関係からいえば全く別異なものとなるとのユニバーサルトランプの主張は採用し難いと判断され、最終的に、1964年（昭和39年）7月2日、原告であるユニバーサルトランプの請求は棄却された。

## 武蔵野の古歌
武蔵野、越後花、越後小花（初期）、山形花、花巻花の一部の素札には古歌が記されている。
１月（松）
ときはなる 松もみどりも 春くれば 今一しほの 色まさりけり『古今和歌集巻第1春24番・源宗于』
現代語訳：常葉の松の緑も、春が来れば、今より一段と色彩が増すものだ。
２月（梅）
鶯の 鳴音はしるき 梅の花 いろまがへとや 雪のふるらん『続後拾遺和歌集14番・紀貫之』
現代語訳：鶯の鳴く音が聞こえ、梅の花の色と見間違うかのように雪が降っている。
４月（藤）
わが宿の 池の藤浪 さきにけり 山ほととぎす 今や（いつか）来なかん『古今和歌集巻第3夏135番・詠人知らず（柿本人麻呂）』
現代語訳：わが邸宅の池辺の藤が咲いたから、山から時鳥が今に来て鳴いてくれるだろう。
５月（杜若）
唐衣 きつつなれにし つましあれば はるばるきぬる 旅をしぞおもふ『古今和歌集410番・在原業平』
現代語訳：着慣れた唐衣のような妻を残して、はるばる来てしまった旅をやるせなく思う。
※「かきつばた」が折句（各句頭に物の名などを一字ずつ置いて詠んだ歌）になっている。
８月（芒）
行末は 空もひとつに むさし野の 草の原より 出づる月影『新古今和歌集422番・藤原良経』
現代語訳：これから、空と一体となった武蔵野の草原に、月影が出るであろう。
10月（楓）
下もみぢ かつちる山の そそしぐれ あれてやひとり 鹿のなくらん『新古今和歌集437番・藤原家隆』
現代語訳：紅葉が舞散る山中で、夕時雨にひとり濡れていたら、鹿が鳴いた。
阿波花／金時花の1月（松）には、「ときわぎはみどり（常盤木は緑）」、8月（芒）には「むさしのの月のけい（武蔵野の月の景）」「月のけいむさしののはら（月の景、武蔵野の原）」と記されている。

## 司法・警察資料
- 1921年（大正10年）司法資料第一號 定型ある犯罪の調査（賭博編）司法省調査課
- 1922年（大正11年）賭博要覧 警視庁刑事部庶務課
- 1923年（大正12年）賭博史 宮武外骨
- 1925年（大正14年）賭博と掏摸の研究 尾佐竹猛
- 1927年（昭和02年）司法資料第百二十一號 賭博に關する調査 司法省調査課
- 1935年（昭和10年）司法研究 報告書第二十輯十四 詐欺賭博の研究 井上馨
- 1937年（昭和12年）とばくの栞 三木今二
- 1937年（昭和12年）岡山縣下に於ける賭博研究 吉河光貞
- 1937年（昭和12年）日本探偵実話全集 第5巻 中村義正
- 1942年（昭和17年）賭博犯檢擧要説 光藤直人
- 1966年（昭和41年）賭博犯罪捜査資料 警視庁組織暴力犯罪取締本部
- 1971年（昭和46年）渡世人の詩 番長・極道・流れ者 志賀大介
- 1972年（昭和47年）鉄火賭博犯捜査の実際 清水清
- 1972年（昭和47年）賭博事犯の捜査実務 栗田啓二，山田一夫
- 1972年（昭和47年）賭博犯罪捜査要領 捜査第二課
- 1972年（昭和47年）と博犯の捜査 警視庁刑事部第四課
- 1972年（昭和47年）と博のみ行為の捜査 神奈川県警察本部捜査第四課
- 1974年（昭和49年）捜査参考図 警察庁刑事局捜査第一課
- 1978年（昭和53年）賭博犯の捜査必携 埼玉県警本部刑事部捜査第四課
- 2017年（平成29年）いかさま、騙しの技法: 詐欺賭博の研究 井上馨 ※原本『司法研究 詐欺賭博の研究』

## 取材調査資料
- 1908年（明治41年）風俗画報 381 古今室内遊戯余談 永沼小一郎
- 1928年（昭和03年）国産台帳 上巻 国産振興会
- 1928年（昭和03年）国産台帳 下巻 国産振興会
- 1928～1935年（昭和3～10年）大阪市産業叢書 第14輯 大阪市産業部調査課
- 1931年（昭和06年）国産総覧 昭和6年版 国産調査協会
- 1935年（昭和10年）産業の京都 山内房次郎，京都市庶務部産業課
- 1950年（昭和25年）京都市産業情報 京都市経済局商工貿易課
- 1951年（昭和26年）骨牌業界診断概要 京都市経済局商工貿易課
- 1954年（昭和29年）京都市の産業 京都市産業局商工課
- 1962年（昭和37年）京都市商工情報 第46号 京都市商工局
- 1962年（昭和37年）京都の伝統産業 その構造と実態 京都市商工局
- 1964年（昭和39年）三河に芸術ありて・花札の町=京都 草柳大蔵
- 1965年（昭和40年）京都府産業の展望 京都府立中小企業指導センター
- 1968年（昭和43年）京都市の経済 1968 京都市経済局
- 1970年（昭和45年）昔いろはかるた 森田誠吾，求竜堂
- 1972年（昭和47年）心象華譜 花合せ 岡部伊都子，新潮社
- 1973年（昭和48年）季刊銀花 第13号春 特集：日本のかるた
- 1973年（昭和48年）京都商法 : 勝ちのこる会社の秘密 カルタから近代的ゲームメーカーヘ-任天堂 国頭義正，講談社
- 1974年（昭和49年）文芸春秋デラックス 古典の遊び 日本のかるた 半藤一利
- 1977年（昭和52年）月刊京都 1977年1月号 特集かるた 飯干晃一，白川書院
- 1979年（昭和54年）週刊ポスト 1979年1月5日号 花札展示館 田中潤司，小学館
- 1979年（昭和54年）京の老舗をたずねて・江戸の様式そのままに 松井天狗堂 サンブライト出版
- 1980年（昭和55年）伝産法非指定業種実態調査報告書 京都市経済局
- 1982年（昭和57年）東京の老舗京都の老舗・大石天狗堂 駒敏郎，角川書店
- 1983年（昭和58年）京都手仕事のうた・かるた 京都新聞社
- 1987年（昭和62年）京に生きる技 朝日新聞京都支局，サンブライト出版
- 1994年（平成06年）伝統の手仕事:京都府諸職関係民俗文化財調査報告書 京都府教育委員会
- 2004年（平成16年）花札・かるた展 大阪市商業大学アミューズメント産業研究所
- 2008年（平成20年）日本伝統ゲーム大観 高橋浩徳，大阪商業大学アミューズメント産業研究所
- 2009年（平成21年）手わざの記憶 村上健司，中公文庫
- 2014年（平成26年）ものと人間の文化史167 花札 江橋崇，法政大学出版局
- 2020年（令和02年）伝統ゲーム大事典 高橋浩徳，朝倉書店

## 論文
- シャウマン・ヴェルナー (Werner Schaumann)「風雅論としての花札」『比較文学』第26巻、日本比較文学会、1984年、5-18頁、CRID 1390001205835119232、doi:10.20613/hikaku.26.0_5、ISSN 0440-8039。
- 吉海直人「花かるたの始原と現在」同志社女子大学、2004年
- 池間里代子「花札の図像学的考察」『流通経済大学社会学部論叢』第19巻第2号、龍ケ崎 : 流通経済大学社会学部、2009年3月、11-26頁、CRID 1050282677919781504、ISSN 0917222X。

## 登録商標
- 1905年（明治38年）日本登録商標大全 下巻
- 1908年（明治41年）日本登録商標大全 第2輯下巻
- 1911年（明治44年）日本登録商標大全 第3輯下巻
- 1912年（明治45年）日本登録商標大全 第4輯下巻 ※骨牌製造元登録なし
- 1913年（大正02年）日本登録商標大全 第5輯下巻
- 1914年（大正03年）日本登録商標大全 第6輯下巻
- 1915年（大正04年）日本登録商標大全 第7輯下巻
- 1916年（大正05年）日本登録商標大全 第8輯下巻
- 1917年（大正06年）日本登録商標大全 第9輯下巻
- 1918年（大正07年）日本登録商標大全 第10輯下巻 ※骨牌製造元登録なし
- 1919年（大正08年）日本登録商標大全 第11輯下巻
- 1920年（大正09年）日本登録商標大全 第12輯下巻
- 1921年（大正10年）日本登録商標大全 第13輯下巻
- 1922年（大正11年）日本登録商標大全 第14輯下巻
- 1923年（大正12年）日本登録商標大全 第15輯下巻
- 1924年（大正13年）日本登録商標大全 第16輯下巻
- 1925年（大正14年）日本登録商標大全 第17輯下巻
- 1925年（大正15年）日本登録商標大全 第18輯下巻
- 1930年（昭和05年）日本登録商標大全 第25輯下巻